# The Second in Command
The Second in Command er en amerikansk stumfilm fra 1915 af William J. Bowman.

## Medvirkende
- Francis X. Bushman som Miles Anstruther.
- Marguerite Snow som Muriel Mannering.
- William Clifford som Major Christopher Bingham.
- Lester Cuneo som Sir Walter Mannering.
- Helen Dunbar som Lady Sarah Harburgh.